# Pleurotus nebrodensis
Pleurótus nebrodénsis — вид базидіомікотових грибів роду плеврот (Pleurotus) родини плевротових (Pleurotaceae).

## Таксономія і назва
Вперше гриб описаний в 1863 році італійським мікологом Джузеппе Інценгою під назвою Agaricus nebrodensis. Інценга назвав цей вид «найсмачнішим грибом мікологічної флори Сицилії». У 1886 році французький міколог Люсьєн Келе відніс вид до роду плеврот (Pleurotus).
Видовий епітет nebrodensis походить від назви гірського хребта Неброді, розташованого на півночі Сицилії.

## Ареал і екологія
Ендемік Сицилії. Ареал цього виду обмежений горами Мадоніє в північній частині острова. Трапляється на багатих вапном ґрунтах, де росте рослина Prangos ferulacea з родини окружкових.

## Опис
- Шапинка до 14,5 см в діаметрі, опукла, сплощена, згодом втиснута і лійчаста, зазвичай рівномірно забарвлена, кремова. Край підвернутий або піднятий.
- М'якуш кремового кольору, щільний або жорсткий, зі слабким борошнистим смаком, при сушінні стає сірчано-жовтим.
- Гіменофор пластинчастий, пластинки часті, майже вільні від ніжки, спочатку білого або жовтуватого кольору, з віком рожевіють.
- Ніжка 2,1-7,5 см завдовжки і 1,4-3 см завтовшки, зазвичай ексцентрична, булавоподібної форми, гладка, світло-кремового кольору, хвиляста. Кільце відсутнє.
- Споровий порошок кремового або світло-кремового кольору. Спори 12,5-18 × 5,2-6,1 мкм, фасолеподібної форми, гладкі, незабарвлені. Базидії чотирохспорові, 40-50 × 10-14 мкм. Гіфальна система мономітична, гіфи з пряжками.

## Подібні види
Найближчий до Pleurotus nebrodensis вид — Pleurotus eryngii, що росте на інших рослинах з родини окружкових.